# Phalaenopsis taenialis
 Phalaenopsis taenialis — епіфітна трав'яниста рослина родини орхідні.
Вид не має усталеної української назви, в українськомовних джерелах зазвичай використовується наукова назва Phalaenopsis taenialis.

## Синоніми
За даними Королівських ботанічних садів в К'ю:
- Aerides taenialisLindl., 1833 basionym
- Doritis taenialis(Lindl.) Hook.f., 1890
- Kingiella taenialis(Lindl.) Rolfe, 1917
- Biermannia taenialis(Lindl.) Tang & FTWang, 1951
- Kingidium taeniale(Lindl.) PFHunt, 1970
- Polychilos taenialis(Lindl.) Shim, 1982
- Aerides carnosaGriff., 1851

## Біологічний опис
Мініатюрна моноподіальна рослина з сильно укороченим стеблом. Коріння численні розплющені. Відіграють важливу роль для фотосинтезу. Листя темно-зелене, 10 см довжиною і 2 см шириною. Листків мало (1-5). Мешкає в лісах на висотах від 1000 до 2500 метрів над рівнем моря. Природне цвітіння в квітні-травні. На суцвітті 6-8 кольорів.

## Ареал
Непал, Північно-східна Індія, Бутан, М'янма, Таїланд.

## У культурі

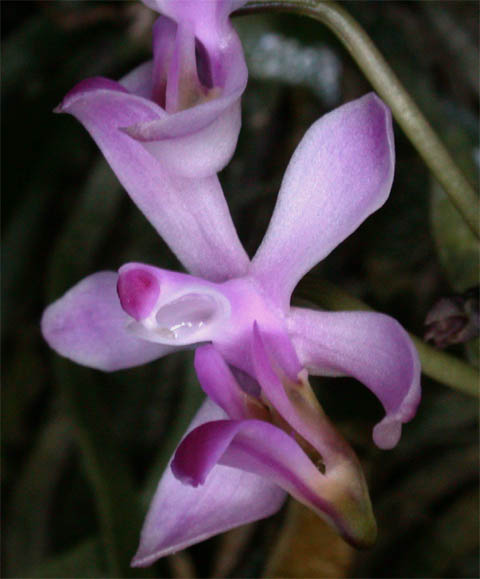

Температурна група — помірна. Тіньолюбна рослина. Прямого сонця не виносить. У зв'язку з тим, що коріння грають важливу роль для фотосинтезу рослини, цей вид найкраще культивувати на блоці або в прозорому горщику з сосновою корою великої фракції.